# Greatest Hits (Blondie)
Greatest Hits è un album di raccolta del gruppo musicale statunitense Blondie, pubblicato nel 2002.

## Tracce
1. Dreaming – 3:06
2. Call Me – 3:32
3. One Way or Another – 3:33
4. Heart of Glass (The Best of Blondie Special Mix) – 4:33
5. The Tide Is High – 4:41
6. X Offender – 3:14
7. Hanging on the Telephone – 2:21
8. Rip Her to Shreds – 3:22
9. Rapture (The Best of Blondie Special Mix) – 5:36
10. Atomic – 4:39
11. Picture This – 2:54
12. In the Flesh (The Best of Blondie Special Mix) – 2:29
13. Denis – 2:16
14. (I'm Always Touched by Your) Presence, Dear – 2:42
15. Union City Blue – 3:18
16. The Hardest Part – 3:37
17. Island of Lost Souls – 4:41
18. Sunday Girl (The Best of Blondie Special Mix) – 3:03
19. Maria (radio edit) – 4:10